# Place du Port-Communeau
La place du Port-Communeau est une voie de Nantes, en France.

## Situation et accès
Jouxtant la place du Pont-Morand sur son côté sud-est, la place du Port-Communeau, située dans le centre-ville de Nantes, est traversée par une voie de circulation se trouvant dans le prolongement de la rue de Strasbourg, qui permet d'accéder au cours des 50-Otages et à la rue Paul-Bellamy. Des deux côtés de cette artère centrale se trouvent deux terre-pleins rectangulaires légèrement surélevés, plantés d'une douzaine de platanes communs et agrémentés de bancs. Ces terre-pleins sont eux-mêmes bordés de voies de desserte pour les immeubles riverains.
Le côté nord-est de la place permet d'accéder à l'allée d'Erdre et au quai Ceineray.
À l'angle sud-ouest, débouchent les rues Léon-Blum et d'Enfer, tandis qu'à l'angle sud-est on trouve les rues Maurice-Duval et des Pénitentes.

## Origine du nom
On ignore l'étymologie du terme « Communeau » qui fut attribué initialement au port qui se trouvait à cet endroit. 

## Historique
Au Moyen Âge, le lieu servait de port de débarquement des marchandises qui transitaient par l'Erdre jusqu'à Nantes. Alors que le rempart gallo-romain passe bien au sud de l'actuelle place, l'enceinte médiévale de Pierre Mauclerc, notamment la « tour du Moulin-Harnois », protège fortement le site, devenu un carrefour important de la cité. En 1568, la municipalité fait édifier deux forts dans le secteur, dont un sur l'actuelle place, le « fort Communeau ». Celui-ci, peu utilisé, et devenu un refuge pour les rôdeurs, est cédé en 1702 aux religieuses du couvent des Pénitentes.
Les religieuses demandent l'autorisation de construire un bâtiment sur le terrain dont elles ont l'usage. La mairie donne son accord, à la condition que soit respecté un cahier des charges concernant la façade de la construction. Ainsi est édifié, en 1741, un immeuble dont la façade est dotée d'une avancée présentant sept arcades, dont celle au centre est surmontée d'un fronton triangulaire qui porte les armes du duc d'Aiguillon. Ce bâtiment est réalisé par le père de François Cacault (1743-1805), dénommé également François Cacault.
Le premier projet d'une place accueillant un marché à cet endroit date de 1745, et celle-ci fut aménagée en 1757 en y adjoignant le terrain laissé à disposition du couvent des Pénitentes, qui y a établi un jardin. François Cacault, qui avait réalisé les arcades en 1741, reçoit, en récompense du plan de la ville qu'il a dessiné en 1756-1757, deux terrains à l'est et à l'ouest de la future place ; il y édifie deux immeubles symétriques, soumis aux contraintes architecturales imposées par la ville. Ainsi, avec le bâtiment des pénitentes au sud, se forme une place, la plus grande de la ville à l'époque.
La place qui y fut aménagée sera d'abord dénommée « place d'Aiguillon », en l'honneur de Emmanuel Armand de Vignerot du Plessis-Richelieu (1720-1788), duc d'Aiguillon, qui en ordonna les travaux en 1757. 
Le 12 avril 1777, on y installe les marchands de beurre et de fil, et, en 1781, des marchands de coutellerie, auparavant installés « rue de la Salorge » (actuelle rue de la Bléterie).
Pendant la Révolution, elle prend le nom de « place de la Concorde » . 
Fermé en 1793, à la suite du refus de ses pensionnaires de prêter serment à la Constitution civile du clergé, le couvent des pénitentes fut transformé en 1815 en caserne accueillant, jusqu'en 1818, la compagnie départementale d'infanterie destinée à renforcer la police et à décharger la garnison de la ville d'une partie du service de place. Le bâtiment fut ensuite rasé pour réaliser le percement de la rue de Strasbourg à la fin des années 1860.
Un arrêté municipal du 13 août 1818 lui rend son nom actuel.
L'immeuble de Cacault situé à l'est de la place est détruit en 1964 pour laisser la place à un bâtiment hébergeant des services de la préfecture de la Loire-Atlantique ; seul celui situé à l'ouest témoigne du visage du site tel qu'il se présentait en 1757.

## Bâtiments remarquables et lieux de mémoire

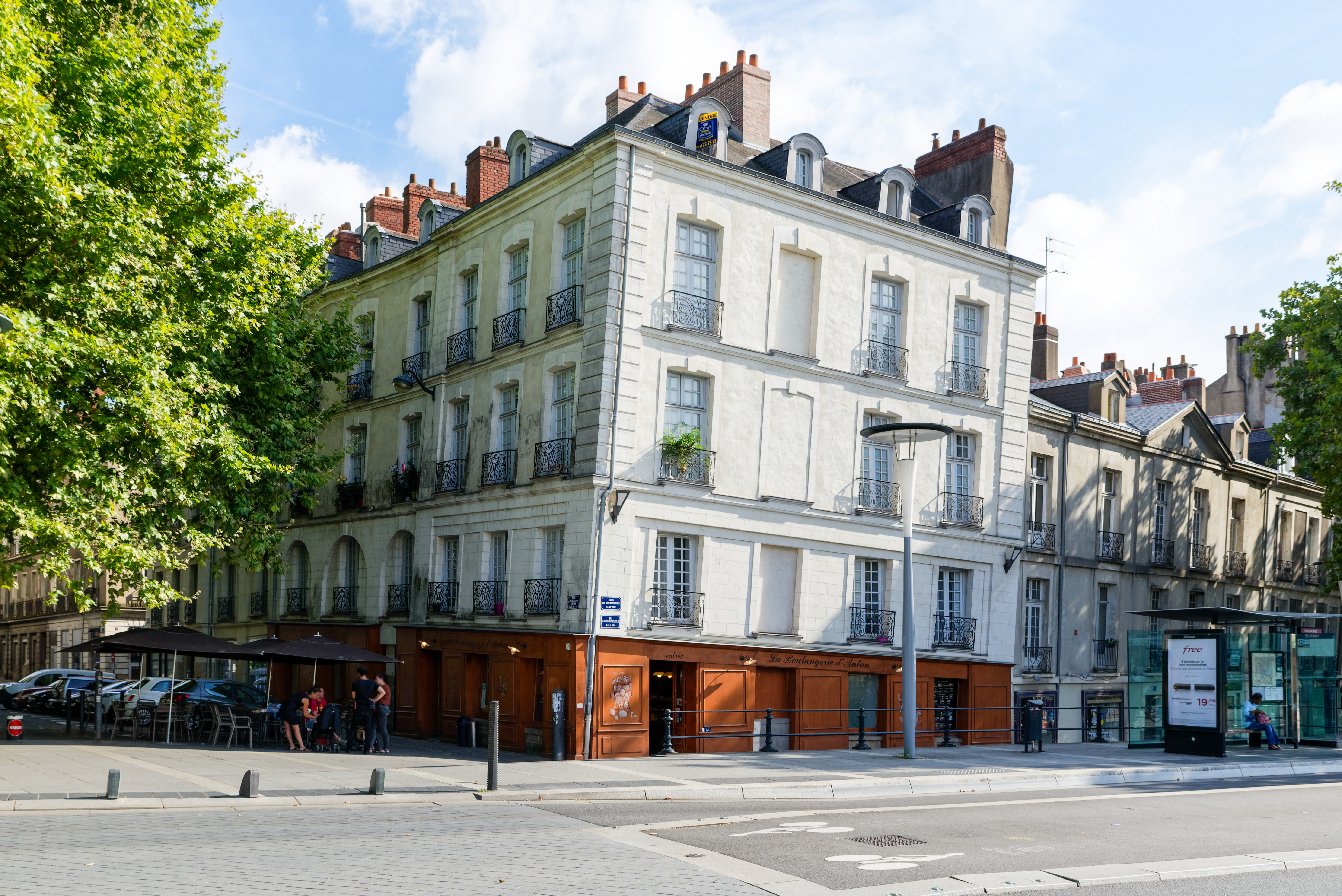
Immeuble consolidé pour éviter son effondrement

À l'angle de l'allée d'Erdre et de la place du Port-Communeau, le dernier immeuble construit entre 1757 et 1764 sur des plans de François Cacault, présente une inclinaison caractéristique. Bâti alors que l'urbanisation des rives de l'Erdre était encore récente, l'édifice est appuyé d'un côté sur l'ancienne enceinte fortifiée de la ville, et de l'autre sur un sol sableux et meuble. Dès la construction, l'immeuble s'enfonce, et ne se stabilise que trente ans plus tard. Il est évacué en 1996, menaçant de s'effondrer. En 2004, une dalle de béton est coulée pour permettre de stabiliser l'édifice, et une grande partie des pierres d'ornement en tuffeau sont remplacées.